# Бизнес-олигарх
Би́знес-олига́рх — это, как правило, бизнес-магнат, который контролирует достаточно ресурсов, чтобы влиять на национальную политику. Бизнес-лидер может считаться олигархом, если выполняются следующие условия:
1. использует монополистическую тактику для доминирования в отрасли;
2. обладает достаточной политической властью для продвижения своих собственных интересов;
3. контролирует несколько предприятий, которые интенсивно координируют свою деятельность[2].

В более общем смысле, олигарх (от древнегреческого: ὀλίγος (oligos) = «немногие» и ἄρχειν (archein) = «править») — это «член олигархии; человек, который является частью небольшой группы, обладающей властью в государстве».
Этот термин обычно используется в западной прессе, чтобы отличить российских бизнес-олигархов от западных бизнес-олигархов. Согласно исследованию журналиста Алана Маклеода, проведенному New York Times, CNN и Fox News, 98 % упоминаний стран, связанных с олигархами, были связаны с Россией (подавляющее большинство) или странами бывшего Советского Союза. Американские бизнесмены очень редко упоминались как олигархи в 150 статьях, включенных в исследование.